# Pedorîci, Hadeaci
Pedorîci (în ucraineană Педоричі) este un sat în comuna Bobrîk din raionul Hadeaci, regiunea Poltava, Ucraina.

## Demografie
Componența lingvistică a localității Pedorîci
     Ucraineană (100%)
Conform recensământului din 2001, toată populația localității Pedorîci era vorbitoare de ucraineană (100%).